# Буїн (Чилі)
Буїн (ісп. Buin) — місто в Чилі. Адміністративний центр однойменної комуни. Населення міста — 40 091 людина (2002). Місто і комуна входить до складу провінції Майпо та Столичного регіону.
Територія — 214 км². Чисельність населення — 96 614 мешканців (2017). Щільність населення — 451,5 чол./км².

## Розташування
Місто розташоване за 34 км на південь від столиці Чилі міста Сантьяго.
Комуна межує:
- на сході — з комуною Пірке
- Півдні — з комуною Пайне
- на північному заході — з комунами Сан-Бернардо, Ісла-де-Майпо